# 미레야 루이스
알레한드리나 미레야 루이스 에르난데스(스페인어: Alejandrina Mireya Luis Hernández, 1967년 8월 25일~)는 쿠바의 배구 선수로 포지션은 윙스파이커이다. 배구 역사상 가장 위대한 여자 선수 중 한 명으로 선수 시절을 일본과 이탈리아에서 보냈으며, 쿠바 여자 배구 국가대표팀의 최전성기를 이끈 선수 중 한 명이다. 프로 선수로 뛰는 동안 CEV 여자 챔피언스리그 우승 2회, CEV컵 우승 1회, 이탈리아 리그 우승 2회,  코파 이탈리아 우승 1회, 수페르코파 이탈리아 우승 3회, 일본 리그 우승 1회를 달성했다.
국제 대회에서는 쿠바 대표팀 선수로서 막대한 활약을 펼쳤다. 16세 때인 1983년부터 쿠바 국가대표 선수로 활약했으며, 1992년, 1996년과, 2000년 하계 올림픽에서 금메달을 획득하면서 올림픽 배구 사상 최초이자 유일한 3연속 우승을 달성했다. 이외에 세계 선수권 대회 2회 우승, 월드컵 3회 우승, 월드그랑프리 2회 우승, 월드그랜드챔피언스컵 1회 우승을 달성하면서 총 11번의 세계 규모 메이저 대회 우승을 달성했다. 2004년에 배구 명예의 전당에 헌액되었다.